# Sichuan-Tibet-Highway

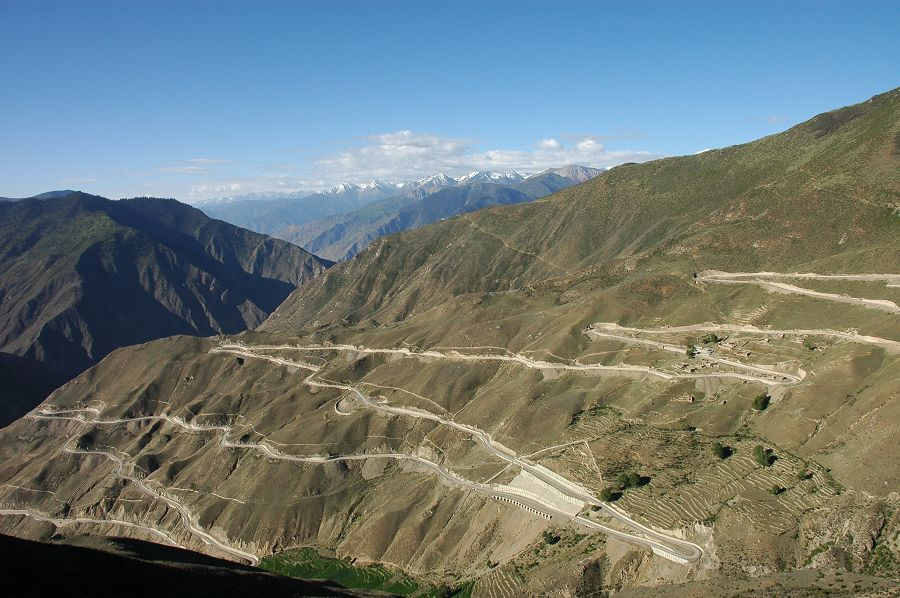

Die Landstraße Sichuan-Tibet (chinesisch 川藏公路, Pinyin Chuan-Zang gonglu) oder der Sichuan-Tibet-Highway ist eine 2.413 Kilometer lange Straße von Chengdu nach Lhasa. Sie verbindet Tibet und die südwestchinesischen Provinzen und ist Teil der Nationalstraße 318 (von Shanghai nach Tibet). Sie wurde Ende 1954 dem Verkehr übergeben.

## Film
- Der Sichuan-Tibet-Highway. Dokumentation, Deutschland 2015, Buch und Regie: Eberhard Rühle. Reihe: Fahrt ins Risiko.